# Gymnasium am Rittersberg
Das Gymnasium am Rittersberg ist ein staatliches, neusprachlich-naturwissenschaftlich ausgerichtetes Gymnasium der Stadt Kaiserslautern mit einem bilingualen Französisch-Zug und einem MINT-Schwerpunkt. Bei den MINT-Fächern ist das Gymnasium eine Netzwerkschule der Rheinland-Pfälzischen Technischen Universität Kaiserslautern-Landau.

## Geschichte
Das Königreich Bayern, in das die Pfalz seit 1816 eingegliedert worden war, förderte im neuen Verwaltungsgebiet das Schulwesen, insbesondere die Volksschulen. Die bayerische Regierung unter Köng Maximilian I. Joseph (Bayern) richtete daher ab 1817 in Kaiserslautern ein Lehrerseminar für die gesamte Pfalz ein. Die Stadt wurde ausgewählt, weil hier bereits seit 1811 der renommierte Reformpädagoge Friedrich Wilhelm Balbier wirkte. Er galt als „pfälzischer Pestalozzi“, hatte sich als Subrektor des 1811 gegründeten Collège in Kaiserslautern (Ursprung des heutigen altsprachlichen Albert-Schweitzer-Gymnasiums) einen ausgezeichneten Ruf erworben und entwickelte Ideen für die Verbesserung des Volksschulwesens. In der Altstadt von Kaiserslautern wurde ein Wohnhaus am Rittersberg mit Hof, Scheune, Stallungen und umgebendem Garten gekauft und hergerichtet. Unterstützt vom Regierungs- und Schulrat Johann Friedrich Butenschoen übernahm Balbier bis zu seinem Tod 1832 die Leitung des neuen Schullehrerseminars. Die Seminarschüler sollten mindestens 16 und höchstens 18 Jahre alt sein und hatten im Anschluss an eine Zugangsprüfung zwei Jahre „Normalunterricht“. Man unterrichtete sie in den Fächern Lesekunst, Schönschreibekunst, Rechenkunst, Deutsche Sprache, Religionsunterricht, Planzeichnen, Gesang und Musik sowie „gute Lehrart und Schulzucht“.
Im Zweiten Weltkrieg wurden durch Bombenangriffe in der Nacht vom 27. zum 28. September 1944 die meisten historischen Schulgebäude am Rittersberg zerstört. Erst im Oktober 1945 konnte die „Aufbauschule für Jungen und Mädchen“ ihren Lehrbetrieb im verbliebenen Gebäudebestand wieder aufnehmen und wurde wenige Jahre zur „Oberrealschule II“. 1950, im Zuge der Schulreform im neu gegründeten Bundesland Rheinland-Pfalz wurde die Oberrealschule II in das Staatliche Neusprachliche Gymnasium am Rittersberg umgewandelt. Unter der Leitung des Oberstudiendirektors Fritz Edelmann erbaute man in den Jahren 1955 bis 1957 ein neues Schulgebäude, das bis heute besteht. Oberstudiendirektor und Schulleiter Franz Mungenast sorgte 1988 bis 1993 für die Generalsanierung des Schulgebäudes und den Anbau naturwissenschaftlicher Fachräume. Mungenast initiierte zudem die Neugestaltung der angrenzenden, historischen „Villa Winkler“ zu einem Unterrichtsgebäude für die Oberstufe. Dadurch erweiterte das Gymnasium am Rittersberg 2001 seinen Gebäudebestand auf den aktuellen Umfang.

## Schwerpunkte
Das Gymnasium am Rittersberg hat neben dem neusprachlichen auch einen mathematisch-naturwissenschaftlichen Schwerpunkt. Das bedeutet, dass neben Englisch und Französisch als erste Fremdsprachen ab der 5. Klasse auch Mathematik, Informatik, Naturwissenschaften und Technik unterrichtet werden. Weitere Fremdsprachen sind Spanisch und Latein. Daneben prägt die musische, ökonomische und soziale Bildung sowie die Vermittlung von Methodenkompetenzen die Lehre. Das Gymnasium am Rittersberg bietet folgende Schwerpunkte an:
- Französisch Bilingual: gesellschaftswissenschaftlicher Fachunterricht in Französisch
- MINT: Mathematik, Informatik, Naturwissenschaften, Technik
- Musisch-künstlerische Förderung: Musik, Bildende Kunst und Darstellendes Spiel

## Schüleraustausch
Das Gymnasium am Rittersberg pflegt seit vielen Jahren den Schüleraustausch mit folgenden Partnerinstitutionen:
- seit 1974: Collège Université[8] in Reims
- seit 1989: St. Bonaventure's School[9] und St. Angela’s R.C. School[10] in Newham/London
- seit 2009: Lycée Grignard[11] in Cherbourg
- seit 2007: Deutschen Schule Montevideo (Uruguay)
- seit 2014: South Carolina Governor’s School for Science and Mathematics (GSSM)[12] in Hartsville/South Carolina, USA
- seit 2000: Partnerschaft der Rittersberg Big Band mit dem William H. Hall High School Pops 'n Jazz Ensemble in West Hartford/Connecticut, USA
- Comenius-Programm-Partnerschaften mit Schulen Europäischer Staaten

## Bisherige Schulleiter
- Friedrich Balbier (1818–1832)
- Nikolaus Zöller
- Johann Georg Wagner
- Johannes Zorn
- Adolf Petersen
- Karl Andreae (1869–1909)
- Johann Georg Vogel
- Albert Fritz
- Konrad Gleber (1924–1949)
- Joseph Weishaar (1950–1953)
- Fritz Edelmann (1953–1969)
- Arthur Schank (1969–1987)
- Franz Mungenast (1987–2000)
- Wilhelm Walder (2001–2015)
- Ulrike Dittberner (seit 2015)

## Rittersberg Big Band
1991 wurde die Rittersberg Big Band vom Musiklehrer Jörg Enderle gegründet und bis 1998 geleitet. Seit 1998 ist der Musiklehrer und stellvertretende Schulleiter Markus Lücke Leiter der Band, die pro Jahr etwa 20 Konzerte bestreitet, vor allem im Raum Kaiserslautern bei diversen Großveranstaltungen, Jubiläen, Festakten und an der eigenen Schule. Auch im Ausland hat die Band schon  Konzerterfahrungen gesammelt, in den USA, in Portugal, Bulgarien, Polen, Dänemark, Japan und Frankreich. Das Repertoire der Band reicht vom Swing über Latin bis zur Rockmusik. Sieben CD-Einspielungen sind bisher erschienenen, zuletzt das Album „Best of 21“ im Jahr 2021 zum dreißigsten Jubiläum der Band. Im Jahr 2003 erspielte sich die Rittersberg Big Band den 1. Preis beim Landesorchesterwettbewerb Rheinland-Pfalz, den 2. Preis beim Skoda-Jazz-Wettbewerb sowie den Förderpreis der „Stiftung zur Förderung der Kunst in der Pfalz“.

## Ehemalige Schüler
- Achim Albrecht (* 1959), Professor für Rechtswissenschaft, Westfälische Hochschule Gelsenkirchen Bocholt Recklinghausen
- Christian Bär (* 1962), Mathematiker, Universität Potsdam
- Eduard Walter Becht (* 1953), Professor für Urologie[15]
- Florian Boos (* 1992), Jazz-Musiker[16]
- Stefan Flesch (* 1960), Sänger[17]
- Bernd Franzinger (* 1956), Schriftsteller und Verleger
- Stefanie Giesinger (* 1996), Model
- Erik Haffner (* 1976), Regisseur und Autor
- Joachim Paul Heinz (* 1954), Historiker und Gymnasiallehrer
- Stefan Jost, Jurist und Politikwissenschaftler, Leiter des Büros der Konrad-Adenauer-Stiftung in den Philippinen
- Ralf Kleber (* 1966), Betriebswirt und Geschäftsführer Amazon Deutschland
- Emmanuel Klos, Solo-Fagottist[18]
- Albert Koch (* 1959), Musiker[19]
- Nadja Loschky (* 1983), Opernregisseurin[20]
- Reiner Mährlein (* 1959), Bildhauer[21]
- Wolfgang Müller (* 1954), Archivar und Landeshistoriker
- Marcel Reif (* 1949), Sportjournalist
- Lutz Richter (* 1971), Professor für Betriebswirtschaftslehre an der Universität Trier[22]
- Thomas Riedl (* 1976), Fußballspieler
- Gunter Senft (* 1952), Professor am Max-Planck-Institut für Psycholinguistik[23]
- Ekkehard Schulz (* 1941), Industriemanager, ehemals Vorstandsvorsitzender der ThyssenKrupp AG
- Walter Schumacher (* 1950), Politiker
- Angela Troni (* 1970), Schriftstellerin und Lektorin
- Udo Weilacher (* 1963), Professor für Landschaftsarchitektur,[24] Technische Universität München
- Zedd, Anton Zaslavski (* 1989), Musikproduzent
- Thomas Zittel (* 1961), Professor für Vergleichende Politikwissenschaft,[25] Goethe-Universität Frankfurt am Main